# Dany Bousquet
Dany Bousquet (* 3. April 1973 in Montreal, Québec) ist ein ehemaliger kanadischer Eishockeyspieler. 

## Karriere
Bousquet begann seine Karriere in verschiedenen kanadischen Juniorenligen, ehe er während des NHL Entry Draft 1993 von den Verantwortlichen der Washington Capitals in der elften Runde an insgesamt 277. Position ausgewählt wurde. Während der Saison 1995/96 wechselte er in die East Coast Hockey League zu den Hampton Roads Admirals, für die er acht Spiele absolvierte. Im Sommer 1996 schloss er sich dem Ligakonkurrenten Birmingham Bulls an. Dort war er bis 1998 aktiv. Es folgten weitere Engagements bei den Pee Dee Pride aus der ECHL und den Providence Bruins aus der American Hockey League. Zur Saison 2002/03 forcierte er einen Wechsel nach Europa und unterschrieb folglich einen Vertrag beim italienischen Erstligisten Asiago Hockey. In 39 Ligapartien erzielte Bousquet 54 Scorerpunkte und gehörte somit zu den besten Stürmern der Serie A. 
Auf Grund der gezeigten Leistungen verpflichteten ihn daraufhin die Wölfe Freiburg, die damals in der Saison 2003/04 in der Deutschen Eishockey Liga spielten. Da er mit den Wölfen in die 2. Bundesliga abstieg, wechselte er nach nur einer Spielzeit zu den Kassel Huskies. Sein im Jahr 2005 auslaufender Vertrag in Kassel wurde nicht verlängert. Anschließend spielte er bis 2008 in der österreichischen EBEL beim EC VSV, ehe er im Sommer 2008 nach Deutschland zurückkehrte und fortan für die Schwenninger Wild Wings aufs Eis ging. In Schwenningen absolvierte er allerdings nur 20 Partien und schloss sich während der Saison 2008/09 den Wölfen Freiburg an. Nachdem sein Vertrag im Sommer 2010 nicht verlängert worden war, kehrte Bousquet nach Nordamerika zurück und unterzeichnete bei Caron & Guay de Trois-Rivières.
2010 beendete Bousquet seine Karriere aufgrund einer Knieverletzung.

## Privates
Nach seiner Profi-Zeit arbeitete Bousquet zunächst bei einer Montagefirma. Später wechselte er zur Post und arbeitet als Zusteller im Raum Freiburg, wo er auch mit seiner Familie lebt.

## Erfolge und Auszeichnungen
| - 1997 ECHL Second All-Star Team - 1997 ECHL Rookie of the Year - 1998 Teilnahme am ECHL All-Star Game - 2000 Teilnahme am ECHL All-Star Game - 2001 Teilnahme am ECHL All-Star Game - 2001 ECHL First All-Star Team | - 2003 Gewinn der Supercoppa Italiana mit Asiago Hockey - 2004 Teilnahme am DEL All-Star Game - 2004 Bester Torschütze der Deutschen Eishockey Liga - 2006 Österreichischer Meister mit dem EC VSV - 2006 Bester Torschütze der Österreichischen Eishockey-Liga - 2020 Aufnahme in die ECHL Hall of Fame |